# 炮彈病毒科
炮彈病毒科（Rhabdoviridae），RNA病毒的一種，屬於巴爾的摩病毒分類系統中的第V種，單股負鏈病毒目。它的遺傳物質是一段負股的RNA，基因大小約為11kb，外型有如子彈，故稱炮彈病毒或彈狀病毒，rhabdos在希臘文中有子彈形的意思。炮彈病毒科的病毒可感染的宿主包括動物和植物，動物炮彈病毒可感染昆蟲、魚類、哺乳類，包括人類。

## 下级分类
- 水泡病毒屬 Vesiculovirus
- 麗沙病毒屬 Lyssavirus
- 短時熱病毒屬 Ephemerovirus
- 胞內水稻黃矮炮彈病毒屬 Cytorhabdovirus
- 核內水稻黃矮炮彈病毒 Nucleorhabdovirus
- 粒外彈狀病毒屬 Novirhabdovirus

## 外部連結
- 微生物免疫學-Rhabdoviridae(彈狀病毒科) （页面存档备份，存于）